# کریسمس مراکشی
«کریسمس مراکشی» یازدهمین قسمت از فصل پنجم مجموعه تلویزیونی اداره و در مجموع هشتاد و سومین قسمت از این مجموعه است. این قسمت در ایالات متحده در ۱۱ دسامبر ۲۰۰۸ از ان‌بی‌سی پخش شد.
این سومین قسمت از اداره با موضوع کریسمس است و اولین قسمت اینگونه در دو سال گذشته‌است، زیرا نسخه پیش‌بینی شده ۲۰۰۷ به دلیل اعتصاب ۲۰۰۷–۲۰۰۸ نویسندگان آمریکایی رها شد.
در این قسمت، فیلیس ونس یک مهمانی کریسمس با موضوع مراکش را به عنوان رئیس کمیته برنامه‌ریزی حزب برگزار می‌کند و رئیس سابق آنجلا را خشمگین می‌کند. مهمانی زمانی که مردیت پالمر مست می‌شود و موهای خود را آتش می‌زند خشن می‌شود. در همین حال، دوایت با بهره‌گیری از اسباب بازی عروسک پرنسس تک‌شاخ، درآمد کسب می‌کند.

## داستان
فیلیس ونس (فیلیس اسمیت) یک مهمانی کریسمس را با موضوع مراکش برگزار می‌کند که نخستین مهمانی کریسمس او به عنوان رئیس کمیته برنامه‌ریزی حزب بود. در مهمانی مشروبات الکلی سرو می‌شد، که مردیت پالمر (کیت فلانری) از آن نهایت استفاده را می‌کند - او آنقدر مست می‌شود که به‌طور تصادفی هنگام رقص موهایش را آتش می‌زند. دوایت شروت (رین ویلسون) با خاموش کننده آتش را خاموش می‌کند و مهمانی متوقف می‌شود. سپس مایکل اسکات (استیو کارل) با جمع‌آوری همه افراد در یک حلقه، مداخله ای را ترتیب می‌دهد تا در مورد چگونگی تأثیر اعتیاد به الکل توسط مردیت صحبت کند. وقتی مردیت ادعای اعتیاد به الکل خود را ادامه می‌دهد، بقیه اعضای اداره می‌فهمند که بهتر است به مهمانی برگردند. سپس مایکل قبل از ترک ساختمان با مردیت در دفتر کار خود صحبت می‌کند. مایکل به مردیت گفت که آنها قصد رفتن به یک بار را دارند، اما او در واقع او را به یک مرکز ترک اعتیاد می‌برد. وقتی مردیت متوجه می‌شود، سعی می‌کند فرار کند، اما مایکل او را می‌گیرد و او را به داخل می‌کشاند. با این حال، مایکل می‌فهمد که کارمندان بر خلاف میل آنها هیچ شخصی را چک نمی‌کنند، بنابراین او مردیت را ترک می‌کنند و هردو دوباره به اداره بر می‌گردند.

## تولید
«کریسمس مراکشی» توسط جاستین اسپیتزر نوشته شده و پال فیگ کارگردانی آن را بر عهده داشته‌است. کیت فلانری، بازیگر نقش مردیت پالمر گفت که فیلمبرداری این قسمت «شاید بیشترین سرگرمی باشد که من در مقابل دوربین کار کرده‌ام». اگر فلانری در قسمت‌های پیشین بداهه‌پردازی‌های خود را کرده بود و در فصل چهارم تصادف می‌کند، یک بدل‌کار برای صحنه‌ای که او موهای خود را آتش می‌زند استفاده شده بود.

## ارجاعات
اندکی پس از آتش گرفتن موی مردیت، کوین او را «دختر آتش‌زن» می‌نامد. این اشاره به قسمت فصل دوم «آتش» است که در آن رایان هوارد کارمند موقت، به‌طور تصادفی در اداره آتش‌سوزی راه می‌اندازد و توسط دیگران به عنوان «پسر آتش‌زن» خطاب می‌شود. وقتی مردیت با عصبانیت اعلام کرد که در حین مداخله خوب است، مایکل وقتی پاسخ می‌دهد به دو سرگرمی مراجعه می‌کند، «آیا جان بلوشی خوب بود؟ باب هوپ خوب بود؟» در حالی که مایکل در حین مهمانی مشغول نوشیدن است، او برای جیم یک نوشیدنی حاوی آب پرتقال و ودکا درست می‌کند.

## بازخوردها
دستور کار همیشگی مسخره‌بازی اداره گاهی اوقات کار نمی‌کند، کمی احساس عجیب و بدی دارد حتی اگر تصویر کشیدن مردیت برروی زمین توسط مایکل به سمت مطب خنده‌دار باشد. همه بسیار تلاش می‌کردند. شاید یک صحنه دخالت همیشه بامزه نیست

ویل لیچ، مجله نیویورک
تصاحب ریاست کمیته برنامه‌ریزی و مبارزه‌های بعدی با آنجلا توسط فیلیس رتبه ۹ از ۱۰ صحنه برتر فصل پنجم اداره را در وبگاه فیلی‌بربز به دست آورد. با این وجود، «کریسمس مراکشی» طبق فصل نظرسنجی قسمتی در سایت آفیس‌تالی، از ۲۶ قسمت به عنوان دومین قسمت با کمترین امتیاز انتخاب شد. این قسمت دارای امتیاز ۷٬۰۸ از ۱۰ بود.
ویل لیچ، نویسنده مجله نیویورک، با انتقاد از این قسمت، ادعا کرد که داستان اصلی بین مردیت و مایکل مجبور به نظر می‌رسد و کارساز نیست. لیچ به خصوص از داستان فرعی فیلیس بدش می‌آمد و ادعا می‌کرد که رفتار منفی او نسبت به آنجلا خارج از شخصیت و بی‌تاثیر است.